# Gerdie Keen
Gerdie Keen (* 29. September 1969 in Wageningen) ist eine niederländische Tischtennisspielerin. Sie wurde bei den Europameisterschaften 1994 Zweite im Einzel.

## National
Bei den niederländischen Meisterschaften gewann Gerdie Keen dreizehn Titel, nämlich im Einzel 1989, 1996, 1997 und 1998, im Doppel 1989 (mit Brenda Hunterslag), 1990, 1991, 1992 (mit Emily Noor), 1993, 1996, 1997 (mit Mirjam Kloppenburg) und 1998 (mit Melisa Muller) sowie im Mixed 1988 mit Geert Verhaegh. Mit dem Verein De Treffers '70 wurde sie 1994/95 und 1995/96 niederländischer Mannschaftsmeister.

## International
Von 1985 bis 1999 wurde Keen achtmal für Weltmeisterschaften nominiert. Dabei kam sie 1985 und 1987 mit der niederländischen Damenmannschaft auf Platz vier. Fünfmal nahm sie an Europameisterschaften teil, wo sie 1994 mit dem zweiten Platz im Einzel ihren größten Erfolg hatte. Im Endspiel unterlag sie der Schwedin Marie Svensson. Viermal erreichte sie noch das Viertelfinale, nämlich 1990 und 1992 im Einzel, 1992 im Mixed mit Trinko Keen und 1998 im Doppel mit Adriana Simion-Nastase (Rumänien). 1996 qualifizierte sich Keen für die Teilnahme an den Olympischen Sommerspielen. Hier schied sie im Einzel und Doppel bereits in der ersten Runde aus.
In der ITTF-Weltrangliste wurde sie im Februar 1999 auf Platz 56 geführt.

## Deutschland
1997 wechselte Gerdie Keen vom Verein De Treffers '70 in die deutsche Bundesliga zum TuS Glane und im darauf folgenden Jahr zu Bayer Uerdingen, mit dessen Damenmannschaft sie 1998/99 das Endspiel im ETTU Cup erreichte.

## Privat
2000 beendete Gerdie Keen ihre aktive Laufbahn und arbeitete dann für den Niederländischen Tischtennisbund.
Sie ist die ältere Schwester des Tischtennisspielers Trinko Keen und hat noch eine weitere Schwester namens Dieke.

## Turnierergebnisse
| Verband | Veranstaltung       | Jahr | Ort            | Land | Einzel           | Doppel           | Mixed         | Team |
| ------- | ------------------- | ---- | -------------- | ---- | ---------------- | ---------------- | ------------- | ---- |
| NED     | Europameisterschaft | 1998 | Eindhoven      | NED  | letzte 16        | Viertelfinale    |               |      |
| NED     | Europameisterschaft | 1994 | Birmingham     | ENG  | Silber           |                  |               |      |
| NED     | Europameisterschaft | 1992 | Stuttgart      | GER  | Viertelfinale    |                  | Viertelfinale |      |
| NED     | Europameisterschaft | 1990 | Göteborg       | SWE  | Viertelfinale    |                  |               |      |
| NED     | Europameisterschaft | 1988 | Paris          | FRA  | letzte 16        |                  |               |      |
| NED     | Olympische Spiele   | 1996 | Atlanta        | USA  | sofort ausgesch. | sofort ausgesch. |               |      |
| NED     | Pro Tour            | 1999 | Karlskrona     | SWE  | letzte 32        | Rd 1             |               |      |
| NED     | Pro Tour            | 1999 | Lievin         | FRA  | Rd 1             |                  |               |      |
| NED     | Pro Tour            | 1999 | Linz/Wels      | AUT  | letzte 32        | letzte 16        |               |      |
| NED     | Pro Tour            | 1999 | Bremen         | GER  | letzte 32        |                  |               |      |
| NED     | Pro Tour            | 1999 | Rio de Janeiro | BRA  | letzte 16        | letzte 16        |               |      |
| NED     | Pro Tour            | 1999 | Hopton-on-Sea  | ENG  | letzte 32        | letzte 16        |               |      |
| NED     | Pro Tour            | 1999 | Doha           | QAT  | Rd 1             |                  |               |      |
| NED     | Pro Tour            | 1998 | Sundsvall      | SWE  | Rd 1             | Rd 1             |               |      |
| NED     | Pro Tour            | 1998 | Beirut         | LIB  | letzte 16        | Viertelfinale    |               |      |
| NED     | Pro Tour            | 1998 | Houston        | USA  | Viertelfinale    | Viertelfinale    |               |      |
| NED     | Pro Tour            | 1998 | Zagreb         | HRV  | letzte 32        | Rd 1             |               |      |
| NED     | Pro Tour            | 1997 | Linz           | AUT  | letzte 16        |                  |               |      |
| NED     | Pro Tour            | 1997 | Kettering      | ENG  | Viertelfinale    | Viertelfinale    |               |      |
| NED     | Weltmeisterschaft   | 1999 | Eindhoven      | NED  | letzte 128       | letzte 64        | keine Teiln.  |      |
| NED     | Weltmeisterschaft   | 1997 | Manchester     | ENG  | letzte 64        | keine Teiln.     | letzte 64     | 23   |
| NED     | Weltmeisterschaft   | 1995 | Tianjin        | CHN  | letzte 64        | letzte 64        | letzte 16     | 11   |
| NED     | Weltmeisterschaft   | 1993 | Göteborg       | SWE  | letzte 128       | letzte 64        | letzte 128    | 10   |
| NED     | Weltmeisterschaft   | 1991 | Chiba City     | JPN  | letzte 128       | letzte 16        | letzte 64     | 18   |
| NED     | Weltmeisterschaft   | 1989 | Dortmund       | FRG  | letzte 64        | Qual             | letzte 128    | 11   |
| NED     | Weltmeisterschaft   | 1987 | New Delhi      | IND  | letzte 64        | letzte 32        | Scratched     | 4    |
| NED     | Weltmeisterschaft   | 1985 | Göteborg       | SWE  | letzte 128       | Qual             | Scratched     | 4    |
| NED     | WTC-World Team Cup  | 1994 | Nimes          | FRA  |                  |                  |               | 3    |